# 須永克彦
須永 克彦（すなが かつひこ、1939年（昭和14年）7月7日 - 2019年（令和元年）9月25日）は、日本の俳優、声優、演出家、劇作家（ペンネーム：渡辺 鶴）。劇団「道化座」三代目主宰。

## 来歴
兵庫県神戸市出身。神戸市立神港高等学校在学中、劇団「神戸小劇場」に参加。東京で人形劇団の手伝いをした後、地元へ戻り「道化座」に入団。平成15年度兵庫県文化賞を受賞。長年、中国での上演もおこなっており、受賞経験がある。

## 出演

### 舞台
- 熱海殺人事件(1975年9月 VAN99ホール つかこうへい事務所) - 木村伝兵衛警部 - 坂本長利とWキャスト

### テレビドラマ

#### 現代劇
- 部長刑事（ABC）
- 東芝日曜劇場 第531回「あほんだらシリーズ　その6　猿かに合戦」（1967年2月5日、ABC）
- たすきと包丁（1970年、KTV）
- あこがれ雲（1975年、KTV）
- ライオン奥様劇場 「良人の貞操」（1975年、CX）
- 阪急ドラマシリーズ(KTV)
  - 乾杯! レモンちゃん（1975年）
  - 愛のファインダー（1976年）
  - 怪人二十面相と少年探偵団（1983年） - 友永マネージャー
- 連続テレビ小説（NHK）
  - 鮎のうた（1979年）
  - 都の風 - 鈴木
  - 純ちゃんの応援歌 - 滝川部長
  - ええにょぼ
  - あすか - 石川
  - ほんまもん - 堀川取締役 役
  - 風のハルカ
  - 純と愛 - 大先真蔵 役（写真）
- てだのふあ・おきなわ亭（1979年、MBS） - 花房先生
- 赤かぶ検事奮戦記IV（1985年 - 1986年、ABC / 松竹） - 鷲津署長
- 京都殺人案内シリーズ（ABC / 松竹）
  - 第11作「美人社長誘拐さる!」（1985年） - 里見教授
  - 第13作「現代忠臣蔵事件」（1987年） - 堀部安平
  - 第32作「京友禅に染め込む殺意の紅！密会！貴船隠れ宿 鞍馬火祭りの夜に燃えた最後の恋」（2010年） - 倉田綜合警備保障社長
- 銀河テレビ小説（NHK）
  - まんだら屋の良太（1986年） - 吾一
- チンチン電車（1993年9月15日、NHK）
- いのちの現場からIII（1995年、MBS） - 富沢誠一郎
- バブル
- 終のすみか

#### 時代劇
- 燃えよ剣 第12話「策士」（1970年、NET） - 深沢恵介
- 遠山の金さん捕物帳（NET / 東映）
  - 第65話「鼻ッつまみの男」（1971年10月3日）
  - 第111話「鬼を宿らせた女」（1972年8月20日）
  - 第142話「七万石を拾った男」（1973年3月25日）
  - 第155話「わが子を追いつめる男」（1973年6月24日）
- 遠山の金さん 杉良太郎版（NET/東映）
  - 第37話「海鳴りを抱く女」（1976年）
  - 第94話「命乞い」（1977年） -むささびの鉄二取り調べ役人
- 水戸黄門（TBS / C.A.L）
  - 第4部 第6話「越後血風録 -高田-」（1973年2月26日）
  - 第10部 第26話「日本晴れ‼水戸街道 -水戸-」（1980年2月11日） - 客
  - 第12部 第16話「瀬戸の夕映え花嫁 ‐広島‐」（1981年12月14日） - 牡蠣商人
  - 第15部 第39話「野望砕いた江戸城の対決 -江戸-」（1985年10月21日） - 目付
  - 第16部
    - 第8話「仇討ち焼蛤幽霊旅籠 -桑名-」（1986年6月16日） - 質屋主人
    - 第30話「銘酒を守った娘の真心 -新庄-」（1986年11月17日）- 居酒屋の親父

  - 第17部 第13話「仇討ち阿波人形 -徳島-」（1987年11月23日）- うどん屋
  - 第22部 第5話「陰謀渦巻く大井川 -島田-」（1993年6月14日） - 遠州屋
  - 第26部 第23話「京の都に恋の花 -京-」（1986年7月20日）- 宗平
  - 第27部
    - 第11話「嘘を承知でお銀の花嫁 -八戸-」（1998年5月31日）- 尾関甚内
    - 第28話「嫁を取るか 家訓を取るか -伊勢崎-」（1999年10月14日）- 勘助

  - 第28部 第8話「始末屋泣かせる参勤交代 -浜松-」（2000年5月1日）- 鶯屋忠左衛門
  - 第30部 第7話「津軽と南部 両藩公に物申す! -津軽-」（2002年2月18日）- 庄屋
- 銭形平次 (大川橋蔵)
  - 第168回「紫陽花は知っていた」（1969年7月16日） - 杈松
  - 第465回「地獄の使者」（1975年4月9日）
  - 第473回「風が恐怖を呼ぶ」（1975年6月4日）
  - 第540回「わくら葉の女」（1976年9月22日）
  - 第546回「男になりたい男」（1976年11月3日
  - 第627回「兇悪犯護送」（1978年6月21日）
  - 第637回「地獄の影」（1978年8月30日）
  - 第671回「故郷の祭ばやし」（1979年5月9日）
  - 第813回「おしゃまな妖精」（1982年6月9日）
- 桃太郎侍
  - 第66話「嘘とまことの仇討悲願」（1978年1月15日）
  - 第74話「フグの毒より怖い罠」（1978年3月12日） - 忠吾
  - 第85話「女金貸し鬼より怖い」（1978年5月28日） - 新助
  - 第119話「女宿無し恋の雨」（1979年1月28日）
  - 第233話 「遠州路の決闘!」（1981年4月5日）
- 必殺シリーズ（ABC）
  - 必殺仕置人 第9話「利用する奴される奴」（1973年） - 佐々木半十郎
  - 助け人走る　第5話「御生命大切」（1973年、松竹） - 関根
  - 暗闇仕留人 第8話「儲けて候」（1974年、松竹） - 用心棒・丸目
  - 必殺仕業人 第25話「あんたこの毒手をどう思う」（1976年） - 田原屋徳松
  - 必殺仕事人
    - 第15話「その仕事の依頼引き受けるのか?」（1979年） - 与力相良
    - 第71話「絞り技一揆助命脳天突き」（1980年10月17日） - 同心山田
    - 第83話「沈め技花嫁偽装返し突き」（1981年1月23日） - 田丸屋

  - 必殺仕舞人
    - 第13話「深川節唄って三途の川渡れ - 江戸 -」（1981年5月1日） - 大木戸の同心

  - 必殺仕事人III
    - 第23話「ギックリ腰で欠勤したのは主水」（1983年） - 伝五郎
    - 第34話「大名になったのは同級生」（1983年） - 野村

  - 必殺仕事人IV 第2話「秀、少女の謎を明かす」（1983年） - 堀帯刀
  - 必殺仕切人
    - 第10話「もしも超能力でシャモジが曲がったら」（1984年11月2日） - 桔梗屋
    - 第17話「もしも江戸に占いブームが起ったら」（1984年12月21日） - 榊原

  - 必殺仕事人V
    - 第7話「主水、生体解剖に腰を抜かす」（1985年2月22日） - 良庵
    - 第13話「主水、ヒヒ退治する」（1985年4月26日） - 武州侯

  - 必殺仕事人V・激闘編（1985年）
    - 第6話「加代、丸坊主になる」 - 彦兵衛
    - 第11話「加代、何でも屋婆さんに驚く」 - 第18話「主水、お嬢様に振り回される」 - 元締の声[注 1]
    - 第19話「主水、羊かんをノドにつめる」 - 第33話「主水、裏ワザで勝負する」 - 元締[注 2]

  - 必殺まっしぐら！第10話「相手は草津温泉の乗っ取り男」（1986年）-黒田和泉守
  - 必殺仕事人V・旋風編 第6話「主水バースになる」（1987年1月9日） - 谷村
  - 必殺仕事人V・風雲竜虎編
    - 第4話「政と女スリ、危機一髪」（1987年4月17日） - 永代の仁吉
    - 第14話「お化け縁切り哀話」（1987年6月26日） - 河内屋

  - 必殺仕事人・激突!
    - 第1話「ねずみ小僧の恋人（1991年）
    - 第17話「主水、幕府のクーデターにまきこまれる」（1992年） - 老中 黒田
- 江戸を斬る シリーズ（TBS / C.A.L）
  - 江戸を斬るV
    - 第4話「猫が知ってた大泥棒」（1980年） - 丸亀屋茂兵衛
    - 第23話「人情がまの油売り」（1980年） - 利兵衛

  - 江戸を斬るVI 第11話「願いをかけた釣り忍」（1981年） - 伊勢屋の番頭
  - 江戸を斬るVII
    - 第3話「島抜けの謎を追え」（1987年）
    - 第16話「陰謀砕く孤独の剣」（1987年） - 佐吉
    - 第28話「過去を秘めた女」（1987年） - 嶋田屋庄右衛門

  - 江戸を斬るVIII
    - 第4話「恋人を殺された女」（1994年） - 西尾讃岐守
    - 第15話「穴から噂の大泥棒」（1994年） - 大喜（大口屋喜兵衛）
    - 第22話「噂の名医は牢の中」（1994年） - 大店主人
- 影の軍団III 第13話「女相続人の秘密」（1982年、KTV）
- 源九郎旅日記 葵の暴れん坊 第11話「波切 潮鳴り 悪を斬る」（1982年7月17日、ANB） - 藤堂和泉守
- 斬り捨て御免! 第3シリーズ 第15話「命の綱渡り 決心の十手持ち女房」（1982年、TX）
- 松平右近事件帳 第22話「日本橋の団十郎」（1982-83年、NTV・ユニオン映画） - 三枝采女
- 遠山の金さん（高橋英樹版）パート1 第56話「炎の慕情! おんな火消の鉄火纏」（1983年、テレビ朝日） - 仁兵衛
- 長七郎江戸日記（NTV・ユニオン映画）
  - 第1シリーズ
    - 第13話「風流乙女慕情」（1984年） - 松吉
    - 第36話「べに椿異聞」（1984年） - 橘屋
    - 第65話「たった一度のあやまち」（1985年） - 玄庵
    - 第100話「牛さんの縁談」（1986年） - 幸助
    - 第111話「おれん、絶叫!」（1986年） - 和泉屋

  - 第2シリーズ
    - 第10話「母ひとり旅」（1988年） - 野州屋
    - 第31話「同心物語 父ありき」（1988年） - 巴屋十兵衛
    - 第48話「お銀哀歌」（1989年） - 越前屋文兵衛

  - 第3シリーズ 第16話「雪女は恋に死ぬ」（1991年） - 住職
- 大岡越前（TBS / C.A.L）
  - 第6部 第8話「過去に泣いた母二人」（1982年4月26日） - 大家
  - 第7部 第18話「女が墜ちた焦熱地獄」（1984年8月22日） - 天草屋久造
  - 第8部 第3話「殺しの依頼は能面の女」（1984年7月30日） - 大店の主人
  - 第9部
    - 第1話「大岡越前」（1985年10月28日） - 商人
    - 第24話「囮になった目撃者」（1986年4月7日） - 座頭

  - 第10部 第21話「狙われた赤ん坊」（1988年7月18日） - 滋庵
  - 第13部 第11話「情けに泣いたお役者小僧」（1993年1月25日） - 茂吉
- 月影兵庫あばれ旅 第2シリーズ 第8話「その手は桑名の大捕物!」（1990年、TX） - 和吉
- 暴れん坊将軍シリーズ（ANB / 東映）
  - 暴れん坊将軍III
    - 第62話「ご用心! 新さんに愛人疑惑!?」（1989年） - 橋本正継
    - 第71話「お葉せんせいの恋治療!」（1989年） - 辻信右衛門
    - 第100話「惚れて深川 あゝ八千両」（1990年） - 俵屋
    - 第118話「吉宗 まさかの刑場破り!」（1990年） - 酒井淡路守

  - 暴れん坊将軍IV 第4話「裏切り者に涙あり!」（1991年） - 松前矩広
  - 暴れん坊将軍VI
    - 第6話「江戸城危うし 吉宗の寝所」（1994年） - 梶山主水 役
    - 第47話「帰って来た次男坊鴉」（1995年） - 稲垣半兵衛 役

  - 暴れん坊将軍VIII 第12話「母親なき家庭 誤解された父親」（2000年） - 檜垣豊後守
  - 暴れん坊将軍IX
    - 第5話「熱くてたまらない! 将軍に惚れた若後家」（1998年） - 桧垣
    - 第16話「大奥の改革 上様、お恨みいたします!」（1999年） - 筒井屋

  - 暴れん坊将軍X 第20話「火事で消えた三千両! め組の夫婦に流産の危機!!」（2000年） - 日野原外記
  - 暴れん坊将軍XI 第10話「め組に舞い降りた天女!」（2001年） - 丸子屋
- 幕府お耳役檜十三郎 第7話「秘密を盗んだ女」（1991年、TX / 松竹）
- 将軍家光忍び旅II 第14話「名馬危うし! 望月牧場の黒い罠」（1992-93年、テレビ朝日） - 有田三太夫
- 鬼平犯科帳（CX / 松竹）
  - 第3シリーズ 第9話「雨隠れの鶴吉」（1992年）
  - 第4シリーズ 第17話「さざ浪伝兵衛」（1993年）
  - 第5シリーズ 第7話「お菊と幸助」（1994年）
- 織田信長（1994年、TX） - 村井貞勝
- びんぼう同心御用帳 第9話「夢の続き」（1998年、ANB） - 秋元但馬 役
- 御家人斬九郎 第4シリーズ 第9話「追われもの」（1999年、CX / 映像京都） - 鴻池屋清兵衛
- 聖徳太子（2001年、NHK） - 紀男麻呂
- 夜桜お染 第10話「迷子石」 （2004年） - 相模屋徳兵衛

### 映画
- 必殺! III 裏か表か（1986年5月） - 富山周平

### テレビアニメ
- ロボタン (第1作)（1966年、CX）
- じゃりン子チエ（1981年 - 1983年、MBS） - 花井拳骨[5]
- チエちゃん奮戦記 じゃりン子チエ（1992年 - 1993年、MBS） - 花井拳骨[6]

## 脚本
舞台
- 「カンカン人生」　※ 渡辺鶴としての処女作[3]
- 《幸福》シリーズ3作
- 《生きる》シリーズ6作
- 新《生きる》シリーズ6作
- 《ともに生きる》シリーズ6作